# HIT (substancja)
HIT (ang. Hibernation induction trigger lub hibernation inducement trigger) – substancja wchodząca w skład krwi zwierząt zapadających w stan hibernacji. Wykryty przez naukowców z University of Kentucky Medical Center związek opioidopodobny reguluje procesami życiowymi zwierząt wchodzących w stan zimowego uśpienia (m.in. spowolnienie pracy serca i obniżenie temperatury ciała) oraz wybudzeniem z tego stanu. 
Związek został wykryty u świszczy, wiewiórek ziemnych (Marmotini), nietoperzy i baribali.